# Dendrolycosa robusta
Espèce
Synonymes
- Therimachus robustus Thorell, 1895
- Nilus lanceolatus Simon, 1898
- Pisaura lizhii Zhang, 2000

Dendrolycosa robusta est une espèce d'araignées aranéomorphes de la famille des Pisauridae.

## Distribution
Cette espèce se rencontre en Birmanie, au Laos, au Viêt Nam, en Chine et en Inde.

## Description
Les mâles mesurent de 10,8 à 15,7 mm et les femelles de 14,0 à 23,0 mm.

## Systématique et taxinomie
Cette espèce a été décrite sous le protonyme Therimachus robustus par Thorell en 1895. Elle est placée dans le genre Dendrolycosa par Simon en 1898.
Nilus lanceolatus et Pisaura lizhii ont été placées en synonymie par Jäger en 2011.

## Publication originale
- Thorell, 1895 : Descriptive catalogue of the spiders of Burma. London, p. 1-406 (texte intégral).